# Neutralidad de género en español

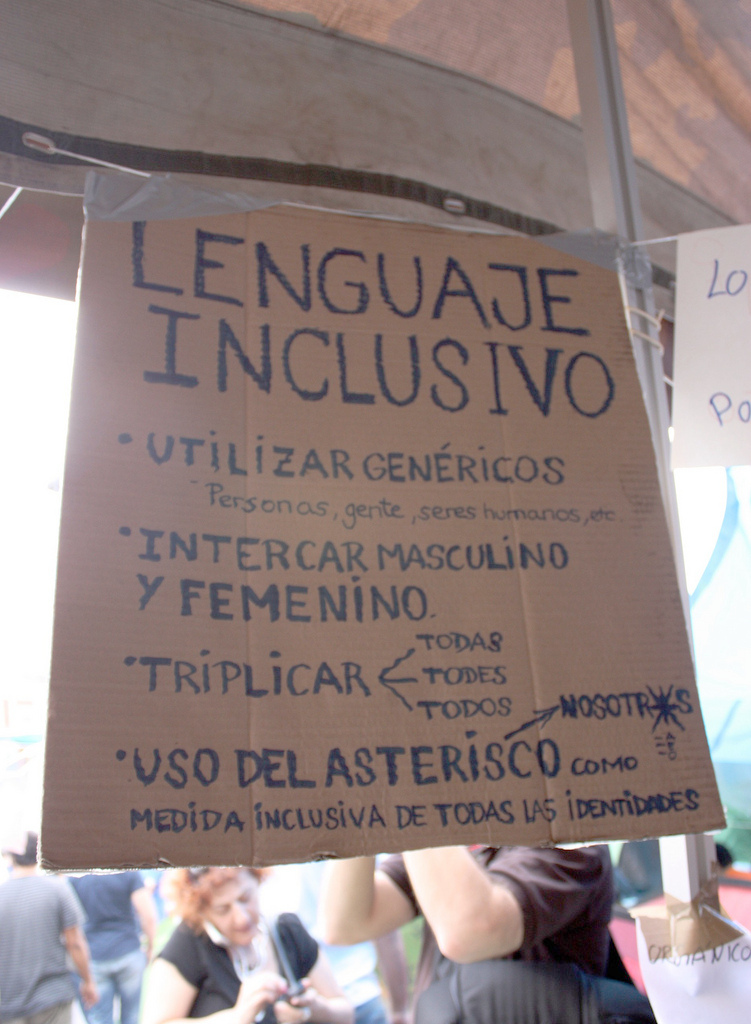
Un cartel en una protesta feminista en Madrid, explicando principios de lenguaje inclusivo en español.

Desde el activismo a favor del lenguaje no sexista, se han formulado propuestas de reforma que incluyen fórmulas de neutralidad de género en idiomas con género gramatical, como el español. El género gramatical en español queda patente en la clasificación de los sustantivos como masculinos (a menudo acabados en -o) y femeninos (a menudo acabados en -a). Al igual que en otras lenguas romances —como el portugués, con similitudes con el español— el género masculino es el género no marcado, de manera que es el género utilizado habitualmente para designar a una persona cuyo género se desconoce, así como un grupo de personas que incluye tanto a hombres como a mujeres.
Los defensores de la reforma por la neutralidad de género consideran que esto es sexista y excluyente de las personas que no se ajustan al binarismo de género. También subrayan el sexismo subyacente de palabras cuya forma femenina tiene un significado diferente, a menudo menos prestigioso. Algunos argumentan que un español de género neutro puede reducir los estereotipos de género, deconstruyendo los roles de género y la discriminación en el lugar de trabajo.

## Trasfondo gramatical
En español, el género masculino se indica habitualmente con el sufijo -o y por lo general es sencillo construir la forma femenina de un sustantivo cambiando la terminación -o por -a: cirujano, cirujana; médico, médica. Si la forma masculina termina en consonante, la femenina se forma habitualmente añadiéndole también una -a: el doctor, la doctora. Sin embargo, no todos los sustantivos que terminan en -o son masculinos, y no todos los sustantivos que terminan en -a son femeninos:
- Los sustantivos singulares terminados en -o o -a son epicenos (invariables) en algunos casos: testigo (el testigo, la testigo).
- Los sustantivos con la terminación epiceno -ista, como dentista, ciclista, turista, especialista son casi siempre invariables. Una excepción es modisto (diseñador de moda masculino), que fue creado como contraparte de modista.
- Algunos sustantivos que terminan en -a se refieren solo a hombres: cura termina en -a pero es gramaticalmente masculino, para un ministerio que en la Iglesia católica solo puede ser ejercido por hombres.

Las palabras invariables en español a menudo se derivan de los participios latinos terminados en -ans y -ens (-antem y -entem en el caso acusativo): estudiante. Algunas palabras que son tradicionalmente epicenas admiten una terminación femenina con -a. Ejemplo: la jefe; la jefa. Lo mismo ocurre con la cliente; la clienta.
Se ha observado que el caso sintáctico de lo que comúnmente se conoce como masculino cumple principalmente el papel de neutralidad de género dentro del lenguaje; el nombre masculino se hereda del latín, pero no refleja la utilidad más amplia de la estructura gramatical relevante para el género social. "Cualquier elemento léxico subcategorizado por género se especificará, por ejemplo, como femenino o no llevará ninguna especificación de género".

## Aspectos sociales
Los activistas contra el sexismo en el lenguaje también están preocupados por las palabras cuya forma femenina tiene un significado diferente (generalmente menos prestigioso):
- Un caso ambiguo es «secretaria»: una secretaria es un asistente de su jefe o una mecanógrafa, generalmente mujer, mientras que un secretario es un puesto de alto rango, como en el secretario general, generalmente en manos de los hombres. Con el acceso de las mujeres a puestos etiquetados como  secretario general o similar, algunas han optado por utilizar el género masculino la secretario y otras tienen que aclarar que la secretaria es un cargo ejecutivo, no subordinado.[cita requerida]
- Otro ejemplo es hombre público, que significa político en español, mientras que mujer pública puede significar  prostituta.[5]

Un estudio, realizado en 2014, analizó la percepción de los estudiantes españoles sobre los roles de género en el campo de las tecnologías de la información y la comunicación (TIC). Como se predijo, el estudio reveló que tanto los estudiantes españoles como las mujeres ven las TIC como un campo dominado por los hombres. Esto podría correlacionarse con el uso del género en el idioma español, incluido el uso de sustantivos masculinos en muchos campos históricamente dominados por los hombres.

## Propuestas de reforma
En español, al igual que en otras lenguas romances, es tradicional utilizar la forma masculina de sustantivos y pronombres cuando se hace referencia tanto a hombres como a mujeres. Los defensores de la modificación del lenguaje de género neutro consideran que esto es sexista y proponen en su lugar nuevas formas de escribir y hablar.  
A continuación se presenta una lista de propuestas para reducir el masculino genérico, adaptada del libro de 2002 de la Asociación de Estudios Históricos sobre la Mujer, Manual de lenguaje administrativo no Sexista:
| Método                 | Forma tradicional                                                               | Forma propuesta                                                                     |
| ---------------------- | ------------------------------------------------------------------------------- | ----------------------------------------------------------------------------------- |
| Sustantivo colectivo   | los trabajadores                                                                | la plantilla de la empresa                                                          |
| Perífrasis             | los políticos                                                                   | la clase política                                                                   |
| Metonimia              | los gerentes                                                                    | la gerencia                                                                         |
| Desdoblamiento         | los trabajadores                                                                | los trabajadores y las trabajadoras                                                 |
| Barra oblicua          | impreso para el cliente                                                         | impreso para el/la cliente/a                                                        |
| Aposición              | El objetivo es proporcionar a los jóvenes una formación plena.                  | El objetivo es proporcionar a los jóvenes, de uno y otro sexo, una formación plena. |
| Omisión del artículo   | Podrán optar al concurso los profesionales con experiencia.                     | Podrán optar al concurso profesionales con experiencia.                             |
| Cambio de determinante | todos los miembros recibirán                                                    | cada miembro recibirá                                                               |
| Pasiva refleja         | Los jueces decidirán                                                            | Se decidirá judicialmente                                                           |
| Omisión del sujeto     | Si el usuario decide abandonar la zona antes de lo estipulado, debe advertirlo. | Si decide abandonar la zona antes de lo estipulado, debe advertirlo                 |
| Verbo impersonal       | Es necesario que el usuario preste más atención                                 | Es necesario prestar más atención                                                   |

En las últimas décadas, las propuestas de reforma neutrales al género más populares han sido el desdoblamiento y el uso de sustantivos colectivos, porque ninguna se desvía de las reglas gramaticales del español. No causan extrañeza en el lenguaje oral, por lo que son más aceptados y utilizados que los otros ejemplos enumerados anteriormente.
Ártemis López distingue en su trabajo entre el lenguaje no binario directo y el indirecto. El lenguaje no binario indirecto emplea muchas de las tácticas ya enumeradas, como recurrir a nombres colectivos, omitir el sujeto o emplear la metonimia par evitar el uso explícito del género, mientras que el lenguaje no binario directo emplea neologismos y neomorfemas para incluir explícitamente a las personas no binarias.

### Pronombres
Algunas personas abogan por el uso de los pronombres personales elle (singular) y elles (plural).
Por otra parte, muchos adjetivos presentan las terminaciones -a y -o para concordar en género con sustantivos femeninos y masculinos, respectivamente. Para la concordancia con un sustantivo de género neutro o no binario, se sugiere usar el sufijo -e.
La concordancia con sustantivos se extiende a la concordancia de pronombres de objeto directo: mientras que los pronombres de objeto directo para femenino y masculino son la y lo, el pronombre usado para concordar con la forma neutra de género es le (lo que significa que le para objetos indirectos y le para género -los objetos directos neutros son homónimos).
Estas propuestas tienen el doble objetivo de incluir a las personas que se identifican como no binarias y de eliminar la percepción del género masculino como el género predeterminado (o no marcado).

### Reemplazo de -a y -o
Los partidarios de la neutralidad de género en español han propuesto una variedad de terminaciones de palabras que combinan el masculino -o y el femenino -a. Las más habituales son, en la escritura, -@, -x y -e.
| Signo | Ejemplo   |
| ----- | --------- |
| @     | l@s niñ@s |
| x     | lxs niñxs |
| e     | les niñes |

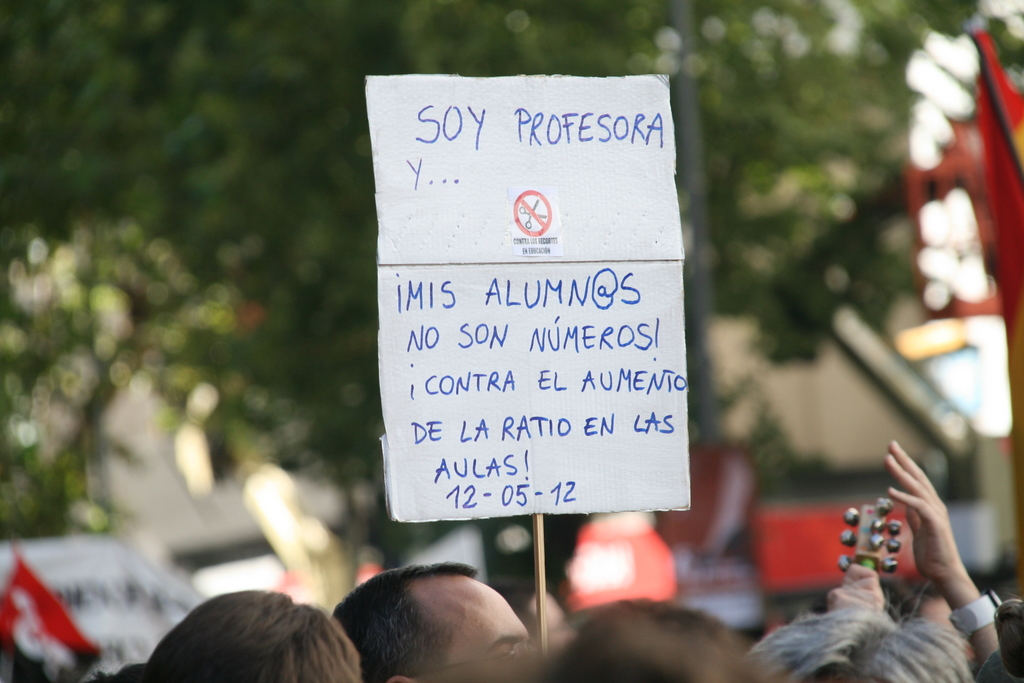
«¡Mis alumn@s...» significa "Mis alumnos y alumnas..."

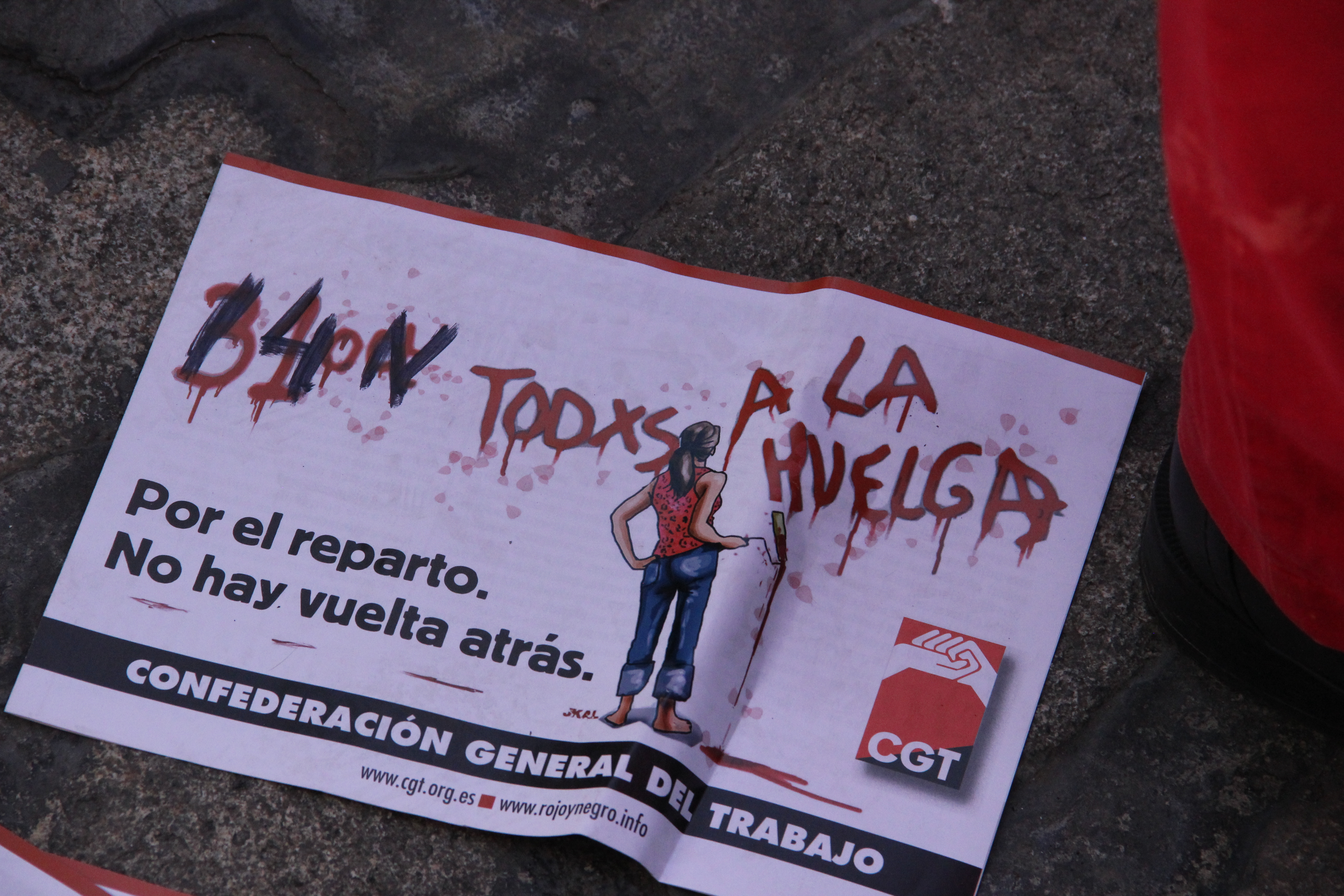
«Todxs a la huelga» significa "Todos y todas a la huelga"

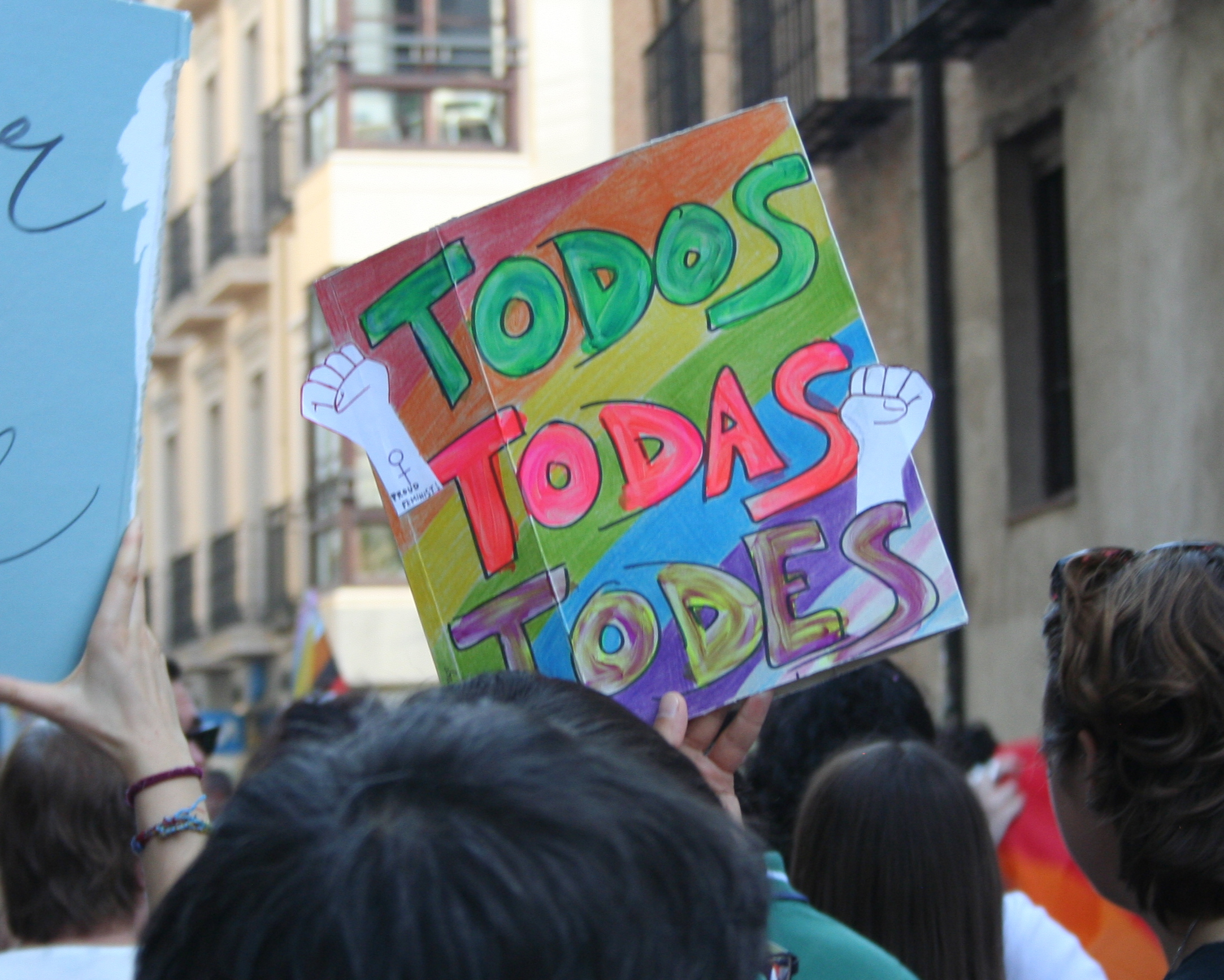
«Todas, todos, todes»

El uso de la arroba y la -x como terminaciones de género neutro ha sido contestado debido a que las palabras resultantes no serían pronunciables. De acuerdo con tales objeciones, a pesar del intento de utilizar un lenguaje inclusivo con respecto a la identidad de género, se estaría excluyendo a las personas analfabetas, con deficiencia visual o con otra condición como el TDAH o la dislexia que utilizan lector de pantalla. Sin embargo, se ha argumentado que la terminación -e mantendría la legibilidad de las palabras resultantes, solventando la cuestión.
El Diccionario panhispánico de dudas, publicado por la Real Academia Española, dice que la arroba no es un signo lingüístico y no debe utilizarse desde un punto de vista normativo.
De acuerdo con un estudio de Fundéu y del Instituto de Ingeniería del Conocimiento realizado en 2020 con una muestra de 1,8 millones de tuits (mensajes cortos publicados en la red social Twitter), el 1,19% de los tuits presenta alguna marca de género neutro, siendo la más empleada la arroba (51% de usos), seguida de -x (31%) y -e (18%).

## Uso político
Algunos políticos han comenzado a evitar la percepción de sexismo en sus discursos; el expresidente mexicano Vicente Fox Quesada, por ejemplo, solía repetir sustantivos de género en sus versiones masculina y femenina (ciudadanos y ciudadanas). Esta forma de hablar está sujeta a parodias donde se crean nuevas palabras con la terminación opuesta con el único propósito de contrastar con la palabra de género tradicionalmente utilizada para el caso común (como felizas y felices o las especialistas y los especialistos).
Quedan algunos casos en los que el género apropiado es incierto:
- Presidenta solía significar «la esposa del presidente», pero ha habido varias presidentas en repúblicas latinoamericanas, y en el uso moderno la palabra generalmente significa presidenta. Algunos sienten que presidente puede ser tratado como invariable, ya que termina en -ente, pero otros prefieren usar una forma femenina diferente.[14] El uso es inconsistente: cliente admite la forma femenina clienta, pero cantante es invariable, siendo inusitada la forma *cantanta.
- El policía. Dado que la policía significa la fuerza policial, la única contraparte femenina productiva es la mujer policía.[15] Un caso similar es música, que se refiere tanto al arte de combinar sonidos de forma ordenada como a la mujer que se dedica a este arte.
- Juez. Muchos jueces en países de habla hispana son mujeres. Dado que la terminación de juez es poco común en español, algunas prefieren ser llamadas la juez mientras que otras han creado el neologismo jueza (aceptado por la RAE).[16][17]